# Savona megye
Savona megye (olasz nyelven provincia di Savona, ligur nyelven provìnça de Sann-a) Liguria régió egyik megyéje. Lakosainak száma 300 906. Északon Piemonttal (Cuneo megye, Asti megye és Alessandria megye), keleten Genova megyével, nyugaton Imperia megyével, délen a Ligur-tengerrel határos. Székhelye Savona.

## Történelem
1859-1860-as jogszabály Liguriát két megyére osztotta: Genova megyére és Porto Maurizio megyére. Porto Maurizo községe később, 1923-ban egyesült Onegliával, és uniójukból létrejött Imperia városa.
A megyét 1927-ben alakították ki III. Viktor Emánuel egy dekrétumával, amivel 87 községet vontak ki Genova megye illetékességéből. Később a községek száma – azok egyesülésének eredményeként – a jelenlegi 70-re csökkent. A megye területe 1545 km2.

## Gazdasága

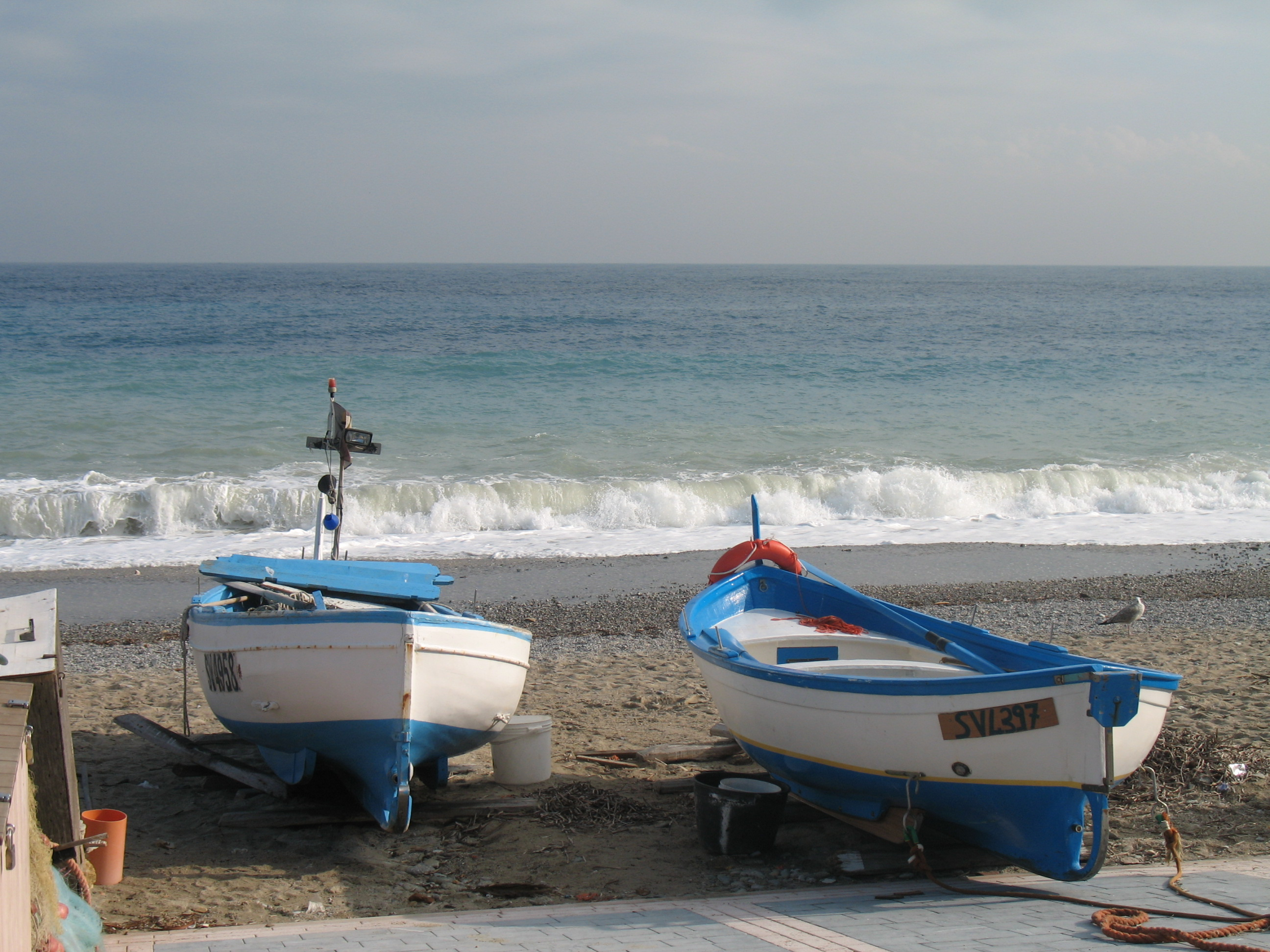
Halászhajók Nolinál

A megye gazdasága elsősorban az idegenforgalmon alapul. Mezőgazdasága legfőképpen három termékre koncentrál: a borszőlőkre, a zöldség és az olívatermesztésre. A hegyekben pásztorkodás folyik. Az ipar Savonában jelentős.

## Községek
- Alassio
- Albenga
- Albisola Superiore
- Albissola Marina
- Altare
- Andora
- Arnasco
- Balestrino
- Bardineto
- Bergeggi
- Boissano
- Borghetto Santo Spirito
- Borgio Verezzi
- Bormida
- Cairo Montenotte
- Calice Ligure
- Calizzano
- Carcare
- Casanova Lerrone
- Castelbianco
- Castelvecchio di Rocca Barbena
- Celle Ligure
- Cengio
- Ceriale
- Cisano sul Neva
- Cosseria
- Dego
- Erli
- Finale Ligure
- Garlenda
- Giustenice
- Giusvalla
- Laigueglia
- Loano
- Magliolo
- Mallare
- Massimino
- Millesimo
- Mioglia
- Murialdo
- Nasino
- Noli
- Onzo
- Orco Feglino
- Ortovero
- Osiglia
- Pallare
- Piana Crixia
- Pietra Ligure
- Plodio
- Pontinvrea
- Quiliano
- Rialto
- Roccavignale
- Sassello
- Savona
- Spotorno
- Stella
- Stellanello
- Testico
- Toirano
- Tovo San Giacomo
- Urbe
- Vado Ligure
- Varazze
- Vendone
- Vezzi Portio
- Villanova d’Albenga
- Zuccarello

### Fordítás
- Ez a szócikk részben vagy egészben  a   Provincia di Savona című olasz Wikipédia-szócikk fordításán alapul.  Az eredeti cikk szerkesztőit annak laptörténete sorolja fel. Ez a jelzés csupán a megfogalmazás eredetét és a szerzői jogokat jelzi, nem szolgál a cikkben szereplő információk forrásmegjelöléseként.